# Santo Domingo (Antioquia)
Pour les articles homonymes, voir Santo Domingo.
Santo Domingo est une municipalité située dans le département d'Antioquia, en Colombie.

## Histoire
Santo Domingo est fondée en 1778 par Don Juan Gregorio Duque.

## Personnalités liées à la municipalité
- Tomás Carrasquilla (1858-1940) : écrivain né à Santo Domingo.